# Leuculopsis dubitaria
Leuculopsis dubitaria är en fjärilsart som beskrevs av William Schaus 1901. Leuculopsis dubitaria ingår i släktet Leuculopsis och familjen mätare. Inga underarter finns listade i Catalogue of Life.